# Liste des parcs et jardins de La Réunion
Les parcs et jardins de l’île française de La Réunion cultivent à la fois des espèces endémiques et des espèces venues d’autres régions tropicales. Créés soit à l’initiative des pouvoirs publics avec l’aide d’agronomes ou de botanistes, soit par des amateurs passionnés, ce sont pour certains de véritables écomusées de la flore tropicale.
La position géographique de l’île et son climat en ont fait un lieu exceptionnel d’acclimatation des plantes fournissant les épices, et ses premiers jardins ont donc joué un rôle stratégique et économique important. 
Les villas ou les domaines privés qui se visitent sur l’île possèdent également des jardins créoles au charme particulier.  

## Liste des jardins
- Le Jardin de l'État, dans le centre-ville de Saint-Denis.
- Le Jardin de Cendrillon, à La Montagne.
- Le parc Boisé, au Port.
- Le Jardin d'Éden, à L’Hermitage-les-Bains.
- Le domaine de la pointe des Châteaux, à Saint-Leu.
- Mascarin, jardin botanique de La Réunion,  du Conservatoire botanique national de Mascarin, à Saint-Leu.
- Les Jardins du Tévelave, village créole dans la commune des Avirons.
- Le Parc exotica, à Saint-Pierre.
- Le Domaine du Café Grillé, Saint-Pierre.
- Le Jardin des mille et une Saveurs, Pierrefonds, Saint-Pierre.
- Le parc des Palmiers du Tampon.
- Le Jardin du Capricorne, à La Plaine-des-Palmistes.
- Le Jardin de vandas, à Saint-Joseph.
- Le Jardin des parfums et des épices, près de Saint-Philippe.
- Le jardin de la villa Folio, à Hell-Bourg.
- Le parc du Colosse, à Saint-André.

## Botanistes et agronomes de La Réunion
- Pierre Poivre (1719-1786), agronome, botaniste, intendant des îles de France et de Bourbon, participe au développement du jardin du Roy aujourd'hui jardin de l'État (Saint-Denis). Il introduit la culture des épices dérobées aux Hollandais.
- Jean-Nicolas Céré (1737-1810) continue la tâche de Pierre Poivre sur les îles sœurs, Maurice et La Réunion.
- Joseph Hubert (1745-1825) : une plante porte son nom, hubertia ambavilla.
- Edmond Albius (1829-1880), inventeur du procédé de fertilisation artificielle de la vanille.
- Thérésien Cadet (1937-1987), botaniste né au Tévelave.